# Ginekologia

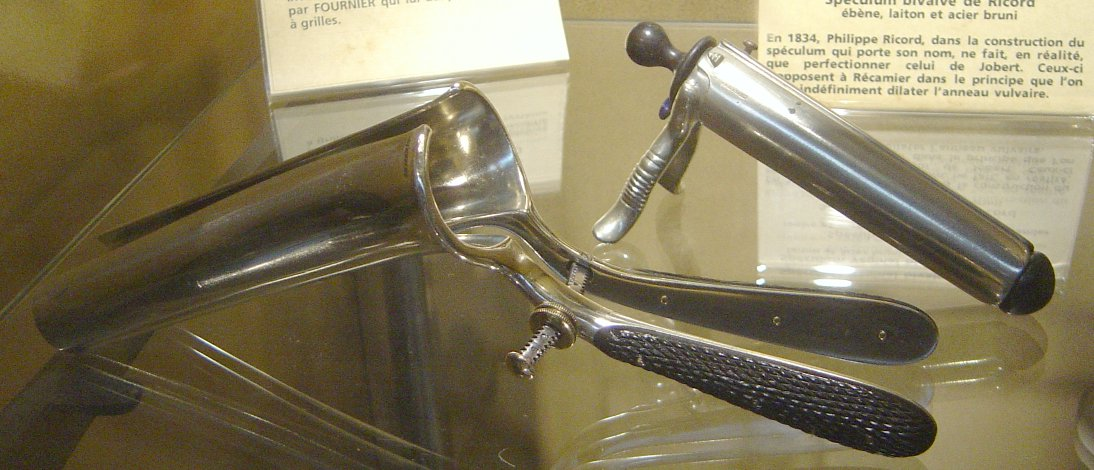
Wziernik dopochwowy

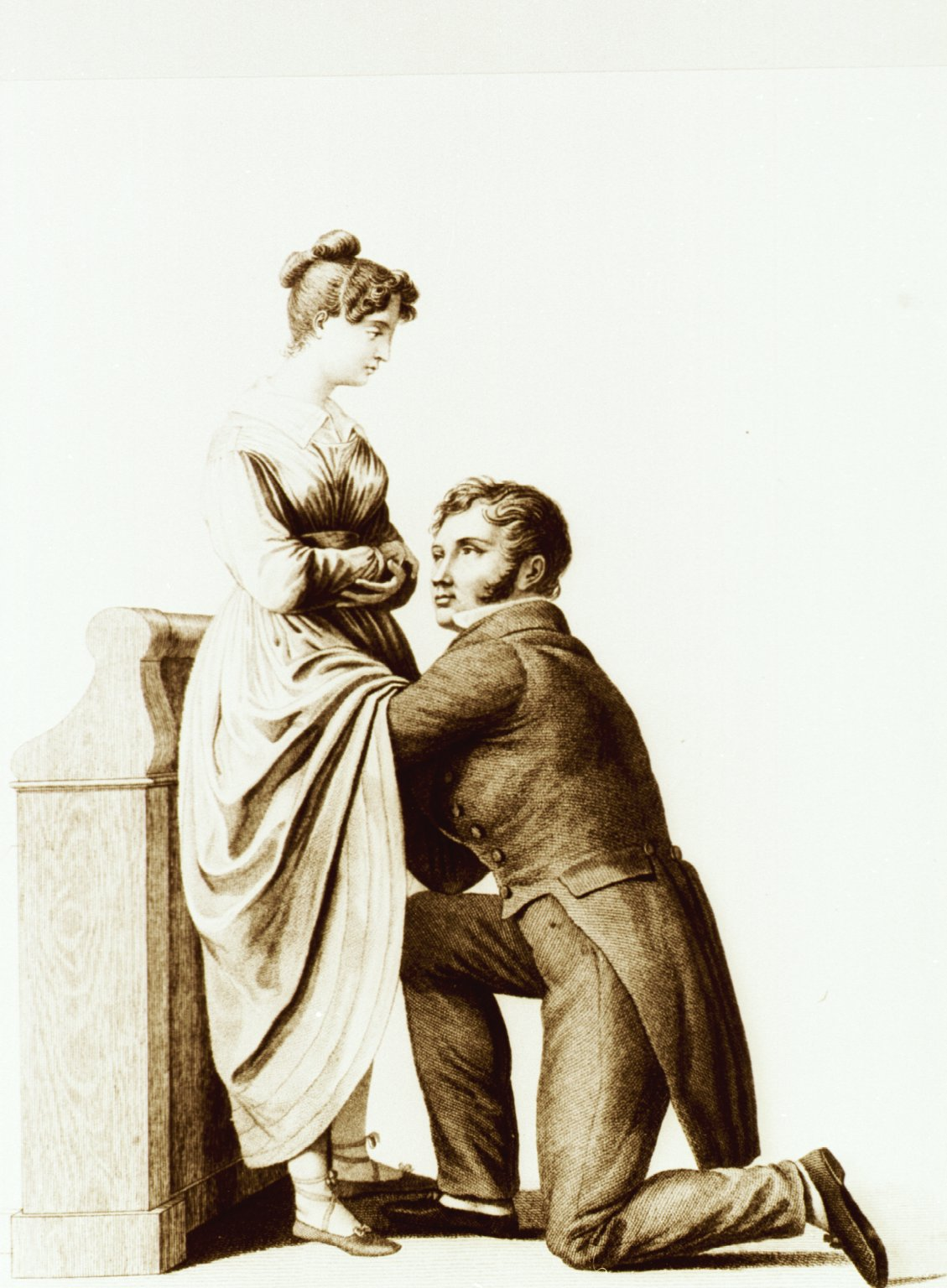
Rycina z 1822 roku przedstawiająca badanie ginekologiczne

Ginekologia – dziedzina medycyny zajmująca się profilaktyką i leczeniem chorób żeńskiego układu płciowego. Najczęstsze problemy, jakimi zajmują się ginekolodzy, to: zaburzenia miesiączkowania, stany zapalne pochwy, antykoncepcja, niepłodność, nowotwory narządów rodnych. Ściśle związana z położnictwem. 
Badaniu ginekologicznemu powinna poddać się każda kobieta, która ukończyła 16. rok życia lub rozpoczęła współżycie. Takie badanie powinno składać się z następujących elementów:
- zebranie wywiadu dotyczącego objawów i schorzeń występujących w przeszłości i w rodzinie (np. nowotworów), a także (specyficzne tylko dla badania ginekologicznego) dane dotyczące cyklu miesiączkowego (wiek menarche, data pierwszego dnia ostatniej miesiączki, długość cyklu, jego regularność), informacje na temat współżycia (bolesność, suchość pochwy, krwawienia po stosunku) czy występowania innych niepokojących objawów (upławy, krwawienia, ból). Ważne jest też uzyskanie informacji na temat wykonywania przez pacjentkę badań przesiewowych w kierunku raka szyjki macicy i raka sutka.
- badanie piersi – powinno być wykonywane przy każdej wizycie. Młode kobiety powinny okresowo wykonywać badanie USG sutka (potocznie usg piersi), a po 40 roku życia mammografię. Lekarz ginekolog powinien nauczyć i skontrolować prawidłowe wykonywanie przez kobietę samobadania piersi.
- badanie pacjentki – stricte ginekologiczne, którego elementami są badanie palpacyjne przez powłoki brzuszne narządów miednicy; badanie wewnętrzne tzw. dwuręczne (badanie jedną ręką przez pochwę, drugą na powłokach brzusznych) mające ocenić szyjkę macicy, macicę i ewentualnie inne patologie w miednicy mniejszej; badanie tarczy szyjki macicy (w tym celu zakłada się pacjentce wziernik dopochwowy).
- w razie konieczności zlecenie badań dodatkowych, np. laboratoryjnych i obrazowych.

W Polsce wchodzi w zakres specjalizacji lekarskiej położnictwo i ginekologia, której konsultantem krajowym od 1 sierpnia 2017 jest prof. dr hab. Krzysztof Czajkowski.